# Bosque del Spree

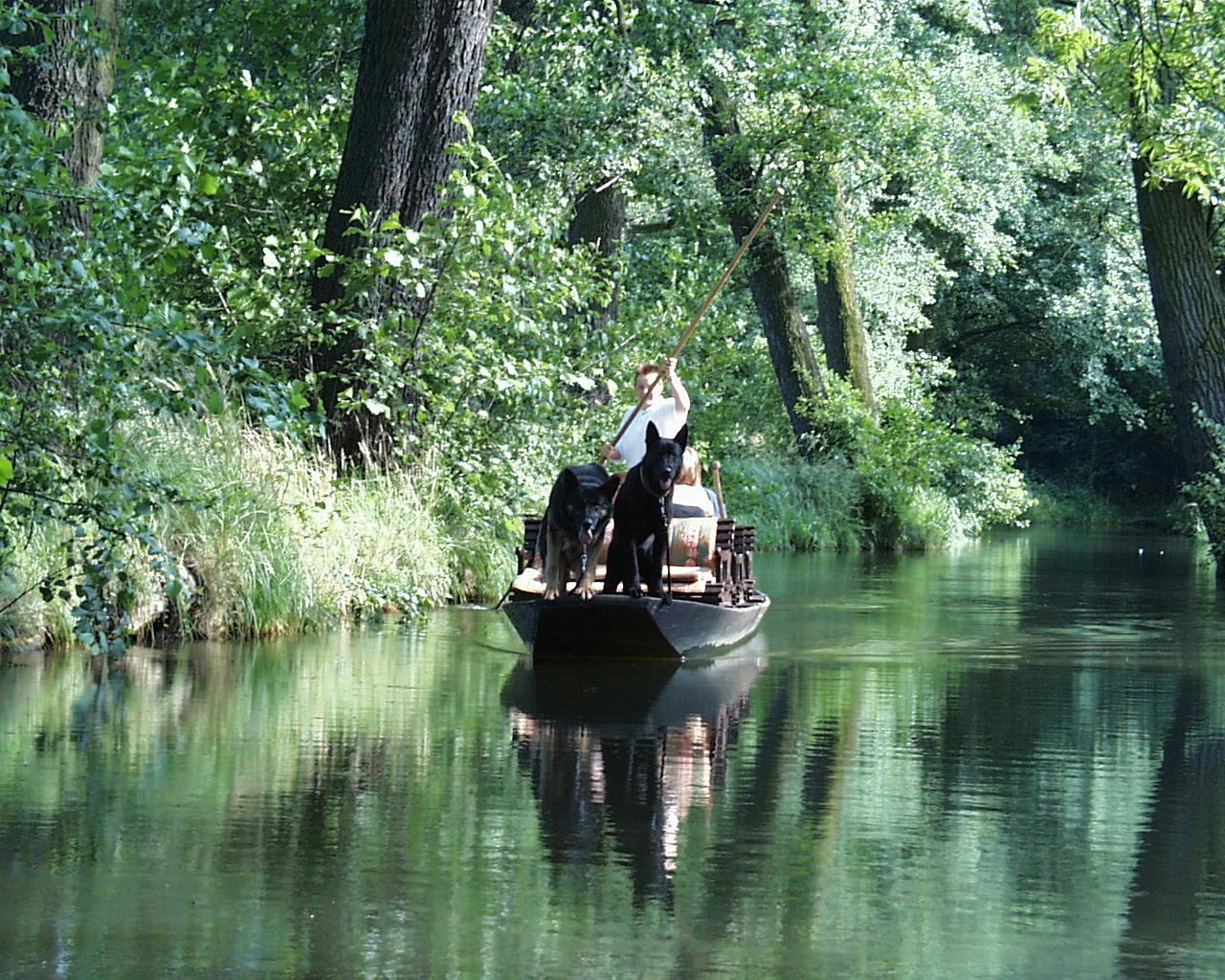
La reserva de la biosfera del bosque del Spree

El bosque del Spree (en alemán: Spreewald, pronunciación: /ˈʃpʁeːˌvalt/ⓘ; en bajo sorabo: Błota) es una reserva de la biosfera declarada por la UNESCO en el año 1991 que se encuentra en Alemania, a 100 km al sureste de Berlín. Es conocido por su sistema de irrigación tradicional que está formado por 200 pequeños canales (llamados "Fließe"; longitud total: 1.300 km) dentro del área de 484 km². El paisaje se formó durante la Edad de Hielo. Bosques de alisos en humedales y bosques de pino en zonas áridas arenosas son características de la región. Sin embargo, también se pueden encontrar praderas y campos.

## Visión general
En 1998 vivían alrededor de 50.000 personas en la reserva de la biosfera. Muchos son descendientes de los primeros colonos en la región del bosque del Spree, las tribus eslavas de los sorbios/vendos. Hasta hoy, han conservado su idioma tradicional, sus costumbres y sus ropajes. 
La gente depende sobre todo del turismo. Muchos turistas disfrutan de la exploración del bosque del Spree en bateas. Sin embargo, también hay otras fuentes importantes de ingresos: agricultura, silvicultura y pesca. La ciudad principal de la zona es Lübbenau.
Bosque del Spree dio nombre a los siguientes distritos de Alemania:
- Dahme-Bosque del Spree
- Alto Bosque del Spree-Lusacia

## Naturaleza
Hay alrededor de 18.000 especies de animales, flores y plantas. En 1991 el bosque del Spree tuvo la aprobación de la UNESCO como "Biosphärenreservat" (Programa de "Hombre y Reserva de la Biosfera"), con una superficie de 474 km². En el centro aproximadamente de la reserva está Lübben, a orillas del Unterspreewald). La otra población de importancia es Lübbenau.

## Galería de imágenes

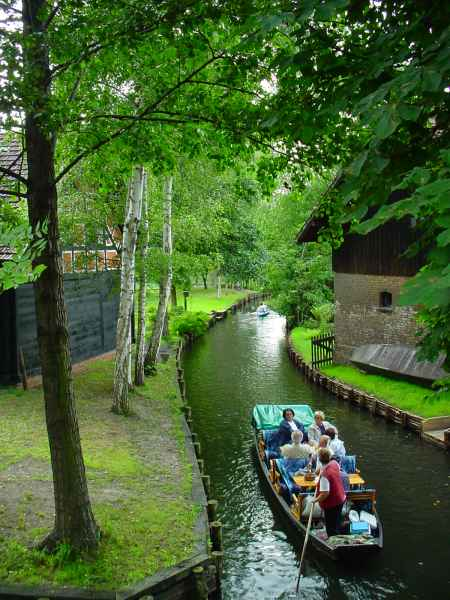
Un bote turístico en el canal del bosque del Spree en Lübbenau-Lehde
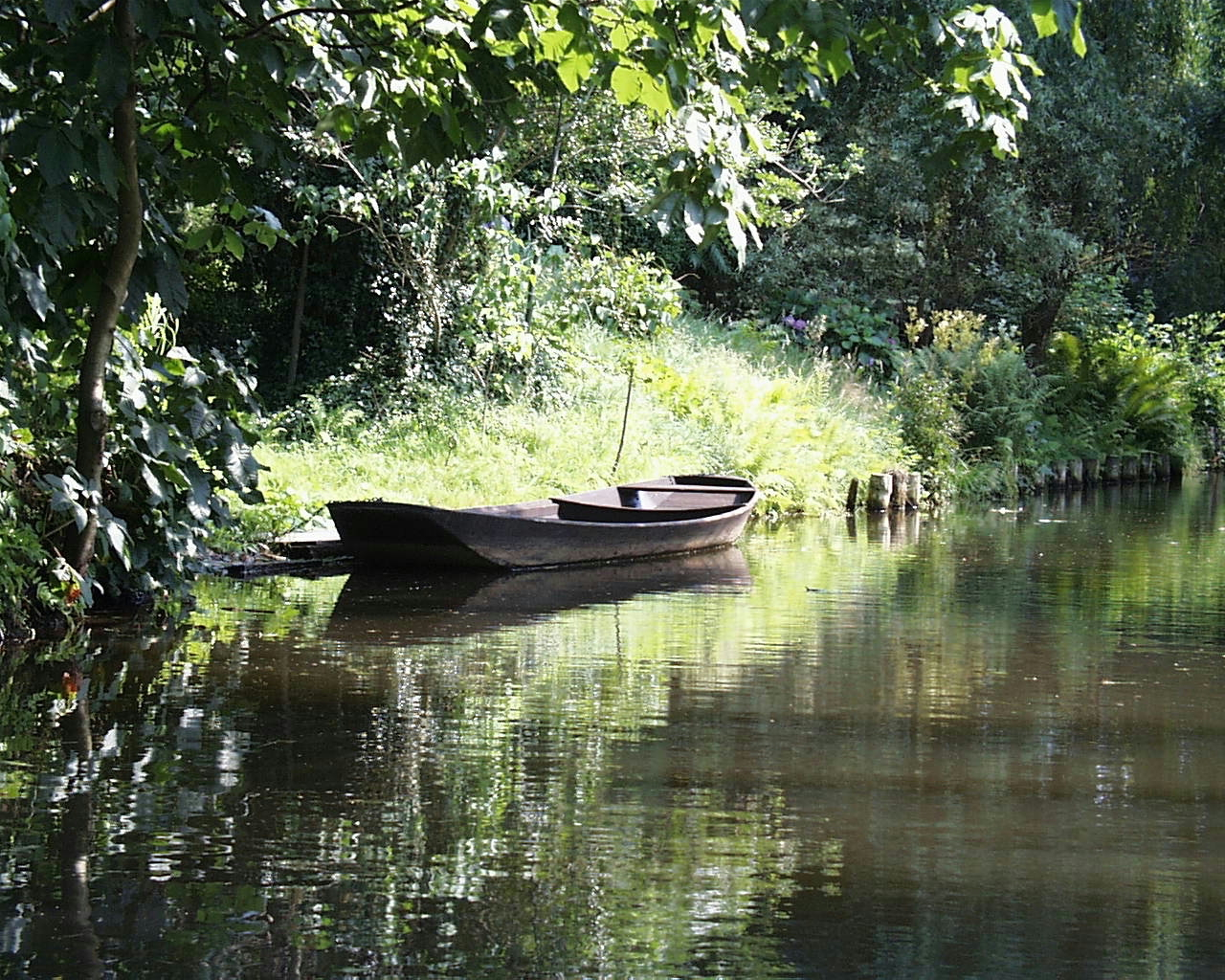
Típica canoa en bosque del Spree
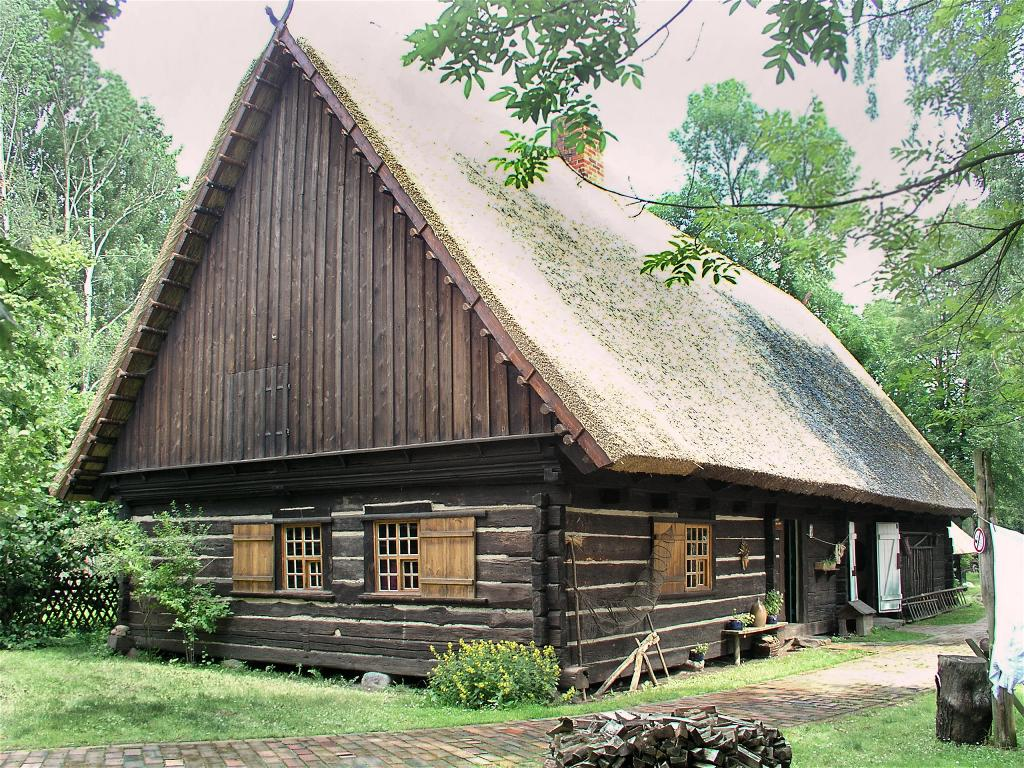
Alojamiento histórico en Lehde (parte de Lübbenau)
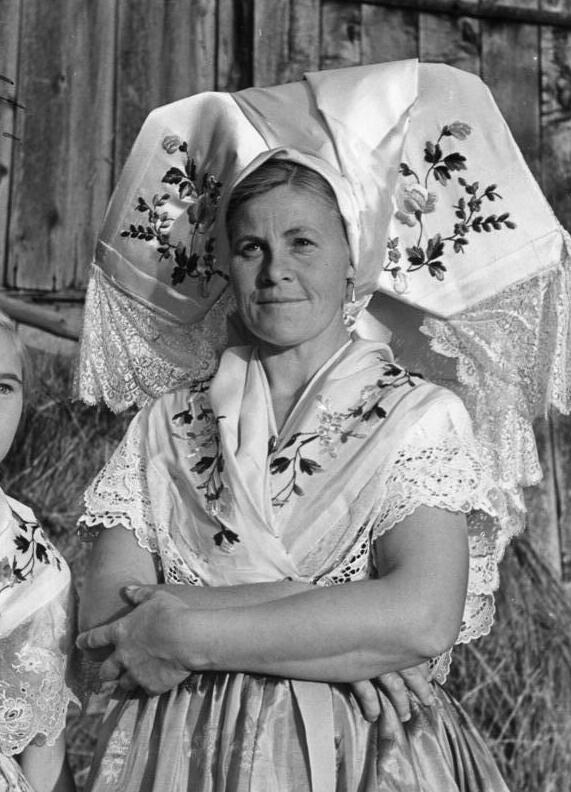
Traje tradicional, alrededor de 1948
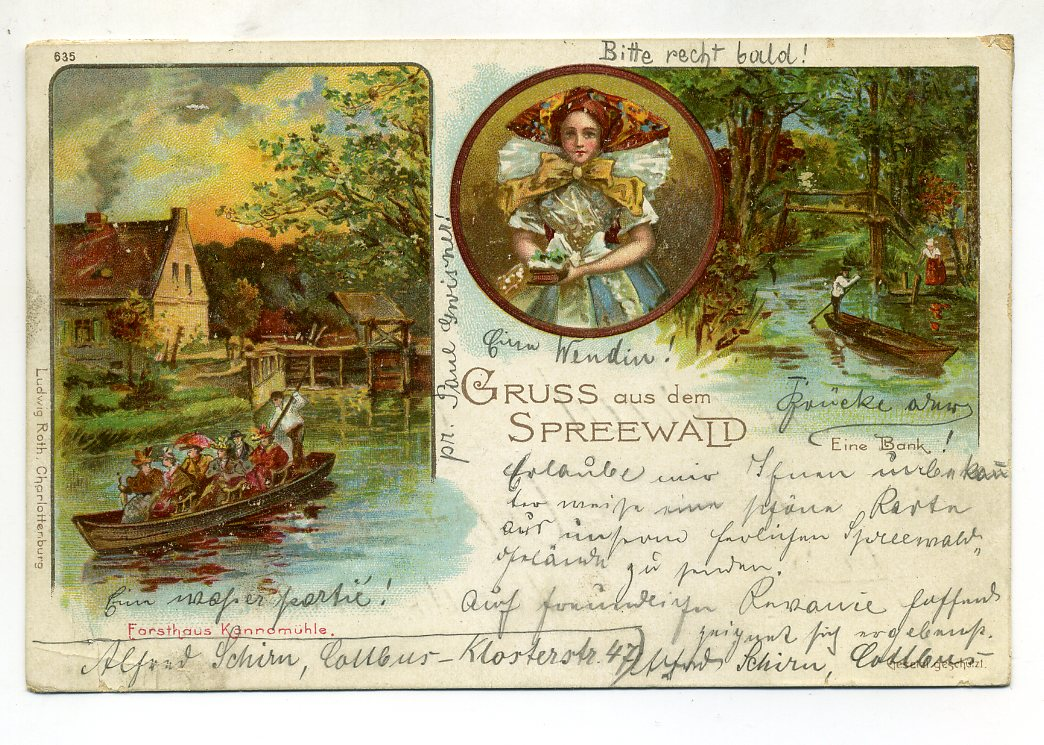
Gruss aus Spreewald ("Saludos desde Spreewald"): postal de 1899
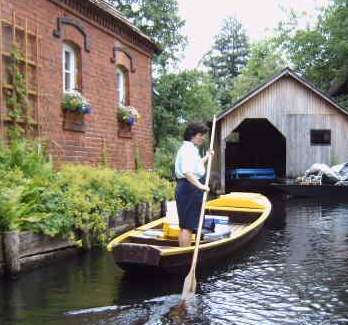
Servicio postal de Lehde